# Steven Universe
Steven Universe is een Amerikaanse animatieserie, bedacht door Rebecca Sugar. De pilotaflevering werd uitgezonden op 27 juli 2013 en de serie zelf wordt sinds 4 november 2013 uitgezonden op Cartoon Network. De serie komt sinds 17 augustus 2014 ook in Nederland en Vlaanderen op televisie. De laatste aflevering verscheen samen met de film op 31 mei 2020, en de vervolgreeks Steven Universe Future ging op 6 september 2021 in première in Nederland.

## Plot
De serie speelt zich voornamelijk af in Beach City, de thuishaven van de Edelstenen (Crystal Gems in de oorspronkelijke versie). De Edelstenen zijn buitenaardse, bovennatuurlijke wezens, die de wereld tegen het kwaad beschermen. Ze hebben een menselijke gedaante, maar dragen ergens op hun lichaam een edelsteen die hun magische eigenschappen geeft, zoals speciale wapens, gedaanteverandering, de kracht om met andere edelstenen te  fuseren tot een nieuwe edelsteen, en zelfs de mogelijkheid om van normaal fatale verwondingen te genezen.
De Edelstenen vormen een machtige beschaving over het hele heelal, maar op aarde is daar inmiddels weinig meer van over. De drie voornaamste Edelstenen in de serie - Parel, Amethist en Granaat - zijn enkelen van de laatsten die nog over zijn van hun soort. De meeste Edelstenen zijn echter vervallen tot het kwaad en hebben monsterlijke gedaantes aangenomen. Deze monsters worden door Parel, Amethist en Granaat bevochten. Later in de serie blijkt tevens dat  Parel, Amethist en Granaat willens en wetens de toegang tot hun thuisplaneet hebben afgesloten en dit zo houden, omdat de andere Edelstenen de aarde wilden gebruiken om meer Edelstenen te maken, ten koste van het leven op aarde zelf.
Centraal staat Steven Universe, het jongste en tevens enige mannelijke lid van de Edelstenen. Steven is half Edelsteen, half mens. Zijn vader was een gewone man die een relatie kreeg met een Edelsteen genaamd Roos. Hij brengt zijn dagen vooral door met proberen zijn krachten onder controle te krijgen en zowel de Edelstenen als de mensen in zijn thuisstad bij te staan, al gaat dat niet altijd even soepel. Naarmate de serie vordert leert hij meer en meer over de geschiedenis van de Edelstenen en zijn eigen vaardigheden, en wordt duidelijk dat de Edelstenen van de thuisplaneet nog altijd hun zinnen op de aarde hebben gezet.

## Personages
Steven Quartz UniverseHij is de titulaire hoofdpersoon. Steven is twaalf jaar oud bij aanvang van de serie. Hij is de zoon van de Edelsteen Roos en de mens Greg. Bij zijn geboorte heeft hij de magische rozenkwarts van zijn moeder geërfd. Deze steen geeft hem onder andere de mogelijkheid krachtvelden en een schild op te roepen, maar hij heeft moeite om dit te beheersen. Net als zijn moeder heeft hij genezende krachten, alleen manifesteren deze zich bij Steven niet via tranen (zoals bij Roos), maar via zijn speeksel.
Steven is erg speels en impulsief, wat hem vaak in de problemen brengt. Tevens is hij muzikaal. Omdat hij half mens is, kan hij ook met mensen fuseren (iets dat Edelstenen niet kunnen). In seizoen 2 viert hij zijn veertiende verjaardag. In de film is hij zestien jaar oud.
Granaat(Engels: Garnet) Ze is de sterkste van de drie Edelstenen. Ze ziet eruit als een grote vrouw met een rood-bruine huid en een afrokapsel. Haar steen - of liever gezegd stenen - is, zoals haar naam doet vermoeden, een granaat, die in haar handen zit. Ze heeft drie ogen, maar deze zitten doorgaans verscholen onder haar bril. Haar wapens zijn twee bokshandschoenen. Ze is een vrouw van weinig woorden en blijft in haast elke situatie kalm. Ze doet voornamelijk dienst als Stevens mentor. Ze kan tevens mogelijke uitkomsten van de toekomst zien. In de laatste aflevering van seizoen 1 blijkt dat ze in werkelijkheid een fusie is van twee andere edelstenen: Robijn en Saffier (Ruby en Sapphire). Anders dan de meeste edelstenen beschouwen zij fusie echter niet slechts als een methode om tijdelijk sterker te worden; ze blijven permanent gefuseerd omdat ze van elkaar houden.
Parel(Engels: Pearl) Zij is de strateeg van de Edelstenen. Ze is erg gebrand op structuur en logica, en kan snel geïrriteerd raken als dingen niet gaan zoals ze wil. Ze gedraagt zich tegenover Steven vooral als een vervangende moeder. Haar steen, een parel, zit in haar voorhoofd. Haar voornaamste wapen is een Naginata, maar ze kan ook met zwaarden overweg. In seizoen 2 wordt duidelijk dat Parel niet uniek is. Op de thuisplaneet van de Edelstenen zijn parels niets meer dan slaven, of zelfs accessoires; iets waar Parel duidelijk moeite mee heeft. Soms heeft ze zelf sterk het gevoel dat een parel alleen tot niets in staat is, vooral als ze Roos mist.
Amethist(Engels: Amethyst) Zij is de meest impulsieve en rebelse van de drie Edelstenen. Ze is klein van stuk, heeft een paarse huid en wit haar. Haar wapen is een zweep. Haar relatie tot Steven is vooral die van een oudere zus. Ze houdt van practical jokes. Ze is de enige van de Edelstenen die niet van hun thuisplaneet komt, maar op aarde zelf gemaakt is. Ze is ook de enige van de drie die graag en veel eet, en dan vaak rare dingen, zoals plastic flessen. Peridoot vertelde dat Amethist een kwartstype is en eigenlijk veel groter van statuur zou moeten zijn dan ze is, maar omdat ze veel te lang in de grond bleef, is ze klein.
Rozenkwarts(Engels: Rose Quartz) Rozenkwarts (of Roos, afgekort) is Stevens moeder, en tot de geboorte van Steven was ze de leider van de Edelstenen. Ze is niet meer in leven, daar ze haar fysieke gedaante op moest geven om Steven te baren. Er kunnen geen twee tegelijk de rozenkwarts bezitten. Duizenden jaren geleden leidde zij een team van edelstenen in een opstand om de Aarde te beschermen tegen haar eigen soort, omdat ze niet langer kon aanzien hoe de planeet verwoest werd om meer Edelstenen te kunnen maken.
Greg UniverseGreg is Stevens vader. Hij was ooit een professionele muzikant, maar gaf zijn kans op een muziekcarrière op toen hij Roos ontmoette en een relatie met haar begon. Hij heeft tegenwoordig een autowasserette in Beach City. Omdat hij een mens is kan hij doorgaans niet mee op Stevens avonturen, maar probeert Steven waar nodig toch bij te staan. Hij woont in een bestelwagen.
Leeuwtje(Engels: Lion) Leeuwtje is een roze, magische leeuw die door Steven werd gevonden. Nu is hij zijn huisdier. Hij kan onder andere over water lopen, teleportatieportalen openen en een zwaard oproepen als extra wapen voor Steven. Tevens bevindt er zich een compleet andere dimensie binnen zijn manen.
ConnieConnie is een meisje van Stevens leeftijd, met wie Steven regelmatig optrekt. Ze houdt van lezen en is erg teruggetrokken. Oorspronkelijk moest ze een bril dragen, totdat Steven per ongeluk haar gezichtsvermogen genas. In seizoen 2 krijgt ze zwaardvechtlessen van Parel, en wordt zo een vaste partner van Steven. Haar ouders zijn heel streng dus Connie verzwijgt voor een lange tijd de avonturen die ze beleeft met Steven uit angst dat ze van haar ouders niet meer met Steven om zou mogen gaan.
LarsHij is een tiener die werkt bij de Reuze Donut. Aanvankelijk is hij nog vijandig tegenover Steven, maar later in de serie begint hij zich vriendelijker op te stellen.
SadieLars' collega bij de Reuze Donut. Ze is doorgaans vriendelijker naar Steven toe dan Lars. Ze is verliefd op Lars, die dit niet beantwoordt.
Uiknul(Engels: Onion) een bleke jongen met een uivormig hoofd. Hij praat nooit en maakt zich herhaaldelijk schuldig aan vandalisme of diefstal, wat meer dan eens tot conflicten tussen hem en Steven leidt.
Lazuur(Engels: Lapis Lazuli) een edelsteen die opgesloten zat in een spiegel, totdat ze door Steven werd bevrijd. Ze heeft de macht om water te manipuleren. Na haar vrijlating stelde ze zich eerst vijandig op tegen de Edelstenen, maar nadat Steven haar steen herstelde waardoor ze hem weer uit volle macht kon gebruiken, sloot ze vrede met hen en verliet de aarde in de hoop de thuisplaneet van de Edelstenen te vinden. Eind seizoen 1 keert ze weer terug als gevangene van Jaspis en Peridoot. In de laatste aflevering van seizoen 1 schakelt ze Jaspis uit door met haar te fuseren tot Malachiet en zo hen beiden vast te ketenen op de zeebodem.
Peridooteen Edelsteen van de thuisplaneet die in de loop van seizoen 1 opduikt. Ze is een expert op het gebied van technologie en robots. Van nature is ze klein van stuk en fysiek zwak, maar ze gebruikt robotische armen en benen om zichzelf zowel groter als sterker te maken. Wanneer ze ontdekt dat er nog Edelstenen van Roos' leger op aarde actief zijn, komt ze met Jaspis naar de aarde toe. Ze wordt echter verslagen en komt op Aarde vast te zitten nadat haar ruimteschip wordt verwoest. In seizoen 2 probeert ze de Edelstenen op meerdere manieren tegen te werken, terwijl ze hulp probeert in te roepen van haar thuisplaneet. Uiteindelijk blijkt dat ze naar de Aarde was gekomen om iets genaamd "het cluster" te inspecteren; een kunstmatig gecreëerde fusie van miljoenen stukken gebroken Edelstenen, die momenteel in de aardkern verstopt zit, en als hij eenmaal geactiveerd wordt de aarde open zal splijten. Nadat Peridoot gevangen wordt, spant ze samen met Steven en de Edelstenen om het cluster te stoppen. Aanvankelijk doet ze dit niet van harte, maar na verloop van tijd begint ze toch om de aarde te geven en sluit ze zich officieel bij de Edelstenen aan.
Jaspis(Engels: Jasper) Een zeer grote en gespierde Edelsteen die Peridoot vergezelde toen ze naar de Aarde kwam. Ze vocht ooit tegen Roos in de oorlog om de Aarde, en is net als Roos een kwartstype. Ze wordt verslagen in een gevecht met Granaat, waarna ze met Lazuur besluit te fuseren om wraak te kunnen nemen. Lazuur kaapt echter de controle over hun gezamenlijke lichaam, Malachiet, en zet zo hen beiden gevangen op de zeebodem.
Gele Diamant(Engels: Yellow Diamond) Een edelsteen waar nog veel onduidelijk over is, behalve dat ze een van de drie (oorspronkelijk vier) Diamanten is die regeren over de thuisplaneet en alle gekoloniseerde werelden van de Edelstenen. Jaspis, Peridoot en Lazuur werken voor haar. Ze heeft net zoals Blauwe Diamant een parel als assistent. In de aflevering Message Received (Seizoen 2 Aflevering 25) wordt ze voor het eerst gezien, en blijkt dat zij opdracht gegeven heeft om de Cluster te laten maken. Peridot, die inmiddels de Aarde als haar thuis ziet, probeert haar op andere gedachten te brengen, maar dit blijkt tevergeefs. Dit is voor Peridoot reden om zich definitief tegen haar te keren en bij de Edelstenen aan te sluiten.
Blauwe Diamant(Engels: Blue diamond) eveneens een van de vier Diamanten. Zij is tot nu toe enkel gezien in een flashback in de aflevering 'The Answer', waarin Granaat een verhaal aan Steven vertelt hoe Robijn en Saffier bij de Edelstenen terecht zijn gekomen. Als Robijn per ongeluk met Saffier fuseert, nota bene terwijl ze haar leven redt, is Blauwe Diamant zo woedend dat ze beveelt Robijn te verbrijzelen.
Witte Diamand
(White) Witte Diamand wordt gezien als de leider van de thuiswereld. Zij behoort tot een van de vier originele Diamanten. Ze wordt voor het eerst gespot in de aflevering: "Your mother and mine." Als heerser van de hoogste autoriteit van de thuiswereld, heeft zij de mogelijkheid om andere Edelstenen en Diamanten over te nemen. White heeft haar assistent genaamd witte parel.

## Rolverdeling

### Engelse stemacteurs
- Steven: Zach Callison
- Pearl: Deedee Magno Hall
- Garnet: Estelle Swaray
- Amethyst: Michaela Dietz
- Ruby: Charlyne Yi
- Peridot: Shelby Rabara
- Lars: Matthew Moy
- Yellow Diamond: Patti LuPone
- Blue Diamond: Lisa Hannigan

### Nederlandse stemacteurs
De Nederlandse versie werd geregisseerd door Ilse Vet bij SDI Media.
- Steven: Jary Beekhuizen
- Parel: Tineke Blok
- Granaat, Connie, Saffier, Opaal: Meghna Kumar
- Amethist, Lazuur: Cynthia de Graaff
- Greg, burgemeester Doepie: Huub Dikstaal
- Sadie, Robijn, Stevonnie: Anneke Beukman
- Peridoot: Donna Vrijhof
- Lars: Thijs van Aken (Seizoen 1-3) / Fred Meijer (Seizoen 4-5)
- Gele Diamant: Hilde de Mildt
- Navie: Lizemijn Libgott
- Andy: Frans Limburg
- Aquamarijn: Elaine Hakkaart
- Bismut, Rookkwarts: Joanne Telesford
- Smaragd (Emerald), Nefriet: Kiki Koster

In de aflevering Last One Out of Beach City werd Greg ingesproken door Fred Meijer, in Letters to Lars heeft Peridoot een andere stemactrice en in Buddy's Book en Mindful Education heeft Connie een andere stemactrice. Dit is vooral verwonderlijk omdat Meghma Kumar wel Granaat insprak in deze afleveringen.

## Achtergrond
Rebecca Sugar baseerde het personage Steven grotendeels op haar jongere broer Steven Sugar, die zelf als tekenaar meewerkt aan de serie. Ze bedacht de serie terwijl ze zelf producent was voor de reeks Adventure Time.
De pilotaflevering van de serie was, voordat hij uitgezonden werd op tv, eerst te zien op Cartoon Networks videoplatform, en op San Diego Comic-Con. De serie werd vanaf zijn debuut met overwegend positieve recensies ontvangen.